# Bouvières
Bouvières är en kommun i departementet Drôme i regionen Auvergne-Rhône-Alpes i sydöstra Frankrike. Kommunen ligger i kantonen Bourdeaux som tillhör arrondissementet Die. År 2022 hade Bouvières 149 invånare.

## Befolkningsutveckling
Antalet invånare i kommunen Bouvières
Referens:INSEE